# Peter Rickmers (Curler)
Peter Rickmers (* 12. November 1979 in Hamburg) ist ein deutscher Curler.
Rickmers komplettierte neben Felix Schulze, Christopher Bartsch und Sven Goldemann die von John Jahr angeführte Mannschaft der Olympia 2014 in Sotschi. Bereits nach Runde acht schied die Mannschaft aus.
Seine größten Erfolge waren ein siebter Platz bei der Curling-Europameisterschaft 2011 in Moskau, der elfte Platz bei der Curling-Weltmeisterschaft 2012 in Basel sowie der Gewinn der Deutschen Meisterschaft 2012, 2013 und 2014.
Beruflich leitet er als promovierter Luft- und Raumfahrtingenieur eine Arbeitsgruppe am Zentrum für angewandte Raumfahrttechnologie und Mikrogravitation (ZARM) an der Universität Bremen.
Er ist verheiratet und hat eine Tochter.